# Dick Newell
Richar "Dick" G. Newell er en engelsk forretningsmand inden for it-branchen, nærmere bestemt Computer aided design og geografiske informationssystemer (GIS).
Newell er uddannet civilingeniør og inden for numerisk analyse og har en Ph.D. Inden for kemiingeniørvidenskab fra Imperial College London. Som ung arbejdede Dick Newell i det, der dengang hed Computer-Aided Design Centre i Cambridge sammen med sin bror Martin Newell. Her udviklede brødrene Newell sammen med Tom Sancha Newells algoritme, en teknik til at eliminere cykliske afhængigheder ved tegning af polygoner, så de vises korrekt i forhold til hinanden.
Han var medstifter af sit første firma, Cambridge Interactive Systems Ltd. (CIS) i 1977. CIS var en del af "The Cambridge Phenomenon". I 1988 var han en af initiativtagerne til Smallworld Systems, baseret på GIS-systemet af samme navn. Firmaet blev introduceret med succes på NASDAQ i 1996 og solgt til General Electric i 2000. Newell var bestyrelsesformand i begge virksomheder.
Siden har Newell indtaget ledelsesposter i flere engelske teknologivirksomheder.